# William Lindsay (calciatore 1872)
William Lindsay, detto Billy (Stockton-on-Tees, 10 dicembre 1872 – Luton, 27 febbraio 1933), è stato un calciatore inglese, di ruolo difensore.

## Biografia
Anche suo fratello Jimmy è stato un calciatore professionista, che vinse, con indosso la maglia del Bury, l'FA Cup 1902-1903.

## Carriera
Dopo aver trascorso la sua prima annata da professionista con indosso la maglia dell'Everton, si trasferisce al Grimsby Town, dove rimand per quattro stagioni collezionando 106 presenze. Successivamente si accasa al Newcastle Utd, dove trascorre due stagioni. Dopo un triennio al Luton Town, Lindsay si accasa al Watford, con cui riesce a conquistare la promozione in First Division. Si ritira dalle attività agonistiche nel 1907, dopo un breve ritorno al Luton Town.